# Beauty Shop
Beauty Shop è un film del 2005 diretto da Bille Woodruff.

## Trama
Il film racconta delle vicende di una parrucchiera di nome Gina, la quale, dopo essersi licenziata per colpa del suo egocentrico datore di lavoro, decide di aprire un suo beauty shop. Dopo innumerevoli problemi come la scelta del personale, il locale scadente e le varie angherie del suo ex-datore di lavoro, Gina riesce a tenere aperta la sua attività; e proprio quando sembra che tutto sia finito, salvando i capelli di una famosa deejay radiofonica, riesce a far sì che il suo beauty shop del ghetto diventi ancora più importante.